# Larryleachia marlothii
Larryleachia marlothii är en oleanderväxtart som först beskrevs av Nicholas Edward Brown, och fick sitt nu gällande namn av D.C.H. Plowes. Larryleachia marlothii ingår i släktet Larryleachia och familjen oleanderväxter. Inga underarter finns listade i Catalogue of Life.